# Hervormde Kerk (Well)
De Hervormde Kerk is een protestants kerkgebouw in het Gelderse Well, gelegen aan Dorpstraat 7.

## Geschiedenis
De tufstenen onderbouw van de toren is 12e-eeuws. De bovenste twee geledingen van de toren, het schip en het koor zijn 16e-eeuws en in laatgotische stijl opgetrokken. In 1842 werd het bouwvallige koor gesloopt. Kerk en toren werden in 1944 zwaar beschadigd en van 1949-1950 gerestaureerd. Toen werd ook het koor herbouwd en inwendig werd een tongewelf aangebracht.

## Gebouw
Het betreft een laatgotische bakstenen pseudobasiliek met driezijdig gesloten koor, een ingebouwde toren met ingesnoerde naaldspits. Deze toren bevat een klok uit 1546, gegoten door Jan Moer.

## Interieur
De kerk heeft een eikenhouten preekstoel uit de eerste helft van de 17e eeuw. Het orgel is van 1981 en werd gebouwd door K.B. Blank & Zn.